# Fußball-Club Bayern München 1997-1998
Questa voce raccoglie le informazioni riguardanti il Fußball-Club Bayern München nelle competizioni ufficiali della stagione 1997-1998.

## Stagione
In questa stagione Giovanni Trapattoni è alla guida del Bayern, che inizia conquistando la prima Coppa di Lega. Il campionato comincia invece con la sconfitta interna contro il neopromosso Kaiserslautern, squadra che tuttavia conquisterà il titolo. I bavaresi partecipano poi alla fase a gruppi della Champions League, dove vengono sorteggiati insieme a Paris Saint-Germain, Beşiktaş e IFK Göteborg. In dicembre i tedeschi si guadagnano la qualificazione alla fase a eliminazione diretta, venendo poi eliminati in primavera dai detentori del Borussia Dortmund, che hanno la meglio grazie a un golden goal. Qualche giorno prima di questa partita, il 10 marzo 1998, l'allenatore italiano tiene una conferenza stampa che rimarrà celebre, in cui accusa alcuni suoi calciatori di scarso impegno e di mancanza di professionalità. La stagione viene conclusa con la vittoria della nona Coppa di Germania, conquistata dopo aver battuto in finale il Duisburg, mentre il campionato viene terminato al secondo posto, a due soli punti dalla vetta.

## Maglie e sponsor
Per la stagione 1997-98 viene confermato lo sponsor ufficiale Opel, in uso dal 1989. Le maglie, firmate Adidas, sono di colore blu scuro con una fascia rossa al centro. Colletto e rifiniture sono di colore bianco.
| Casa | Trasferta | Special |

## Rosa
| N. |                     | Ruolo | Calciatore          |
| -- | ------------------- | ----- | ------------------- |
| 1  | Germania (bandiera) | P     | Oliver Kahn         |
| 2  | Germania (bandiera) | D     | Markus Babbel       |
| 4  | Ghana (bandiera)    | D     | Samuel Kuffour      |
| 5  | Germania (bandiera) | D     | Thomas Helmer       |
| 6  | Germania (bandiera) | C     | Christian Nerlinger |
| 7  | Germania (bandiera) | C     | Mehmet Scholl       |
| 8  | Germania (bandiera) | C     | Thomas Strunz       |
| 9  | Brasile (bandiera)  | A     | Giovane Élber       |
| 10 | Germania (bandiera) | D     | Lothar Matthäus     |
| 11 | Francia (bandiera)  | D     | Bixente Lizarazu    |
| 12 | Germania (bandiera) | P     | Sven Scheuer        |
| 14 | Germania (bandiera) | C     | Mario Basler        |
| 16 | Germania (bandiera) | C     | Dietmar Hamann      |

| N. |                      | Ruolo | Calciatore          |
| -- | -------------------- | ----- | ------------------- |
| 17 | Germania (bandiera)  | C     | Thorsten Fink       |
| 18 | Germania (bandiera)  | C     | Michael Tarnat      |
| 19 | Germania (bandiera)  | A     | Carsten Jancker     |
| 20 | Italia (bandiera)    | A     | Ruggiero Rizzitelli |
| 21 | Germania (bandiera)  | A     | Alexander Zickler   |
| 22 | Germania (bandiera)  | P     | Bernd Dreher        |
| 23 | Germania (bandiera)  | C     | Frank Gerster       |
| 24 | Germania (bandiera)  | C     | Stefan Leitl        |
| 28 | Germania (bandiera)  | D     | Frank Wiblishauser  |
| 29 | Ghana (bandiera)     | D     | Christian Saba      |
| 30 | Germania (bandiera)  | D     | Alexander Bugera    |
| 31 | Rep. Ceca (bandiera) | C     | David Jarolím       |
| 32 | Ghana (bandiera)     | A     | Emanuel Bentil      |

## Organigramma societario
Area direttiva
- Presidente:  Franz Beckenbauer
- Direttore Generale:  Uli Hoeneß

Area tecnica
- Allenatore: Giovanni Trapattoni
- Allenatore in seconda:
- Preparatore dei portieri: Sepp Maier
- Preparatori atletici:

## Calciomercato

### Sessione estiva
| Acquisti | Acquisti         | Acquisti        | Acquisti |
| R.       | Nome             | da              | Modalità |
| -------- | ---------------- | --------------- | -------- |
| C        | Thorsten Fink    | Karlsruhe       |          |
| A        | Giovane Élber    | Stoccarda       |          |
| D        | Dennis Grassow   | Unterhaching    |          |
| D        | Bixente Lizarazu | Athletic Bilbao |          |
| C        | Michael Tarnat   | Karlsruhe       |          |

| Cessioni | Cessioni         | Cessioni            | Cessioni |
| R.       | Nome             | a                   | Modalità |
| -------- | ---------------- | ------------------- | -------- |
| D        | Dennis Grassow   | Colonia             |          |
| A        | Jürgen Klinsmann | Sampdoria           |          |
| D        | Oliver Kreuzer   | Basilea             |          |
| A        | Carsten Lakies   | Hertha Berlino      |          |
| A        | Marcel Witeczek  | Borussia M'gladbach |          |
| C        | Christian Ziege  | Milan               |          |

### Sessione invernale
| Acquisti | Acquisti | Acquisti | Acquisti |
| R.       | Nome     | da       | Modalità |
| -------- | -------- | -------- | -------- |

| Cessioni | Cessioni     | Cessioni | Cessioni |
| R.       | Nome         | a        | Modalità |
| -------- | ------------ | -------- | -------- |
| D        | Markus Münch | Colonia  |          |

## Risultati

### Bundesliga

#### Girone di andata
| Arbitro: | Fröhlich |

|  |           |                |
|  | Marcatori | 80’ Schjønberg |

| Arbitro: | Strampe |

|                |           |            |
| Pettersson 17’ | Marcatori | 55’ Strunz |

| Arbitro: | Dardenne |

|                                               |           |                       |
| Élber 10’, 58’ Strunz 12’ Rizzitelli 20’, 70’ | Marcatori | 40’ Reyna 86’ Meißner |

| Arbitro: | Jansen |

|  |           |                        |
|  | Marcatori | 23’ Basler 82’ Zickler |

| Arbitro: | Zerr |

|           |           |                                      |
| Pamić 85’ | Marcatori | 58’ Scholl 69’ Nerlinger 87’ Jancker |

| Arbitro: | Weber |

|                                  |           |  |
| Élber 42’ Jancker 73’ Strunz 77’ | Marcatori |  |

| Arbitro: | Fandel |

|               |           |                                      |
| Tretschok 34’ | Marcatori | 14’ Jancker 21’ Nerlinger 90’ Scholl |

| Arbitro: | Steinborn |

|            |           |             |
| Tarnat 50’ | Marcatori | 26’ Wilmots |

| Arbitro: | Berg |

|                         |           |                             |
| Gülünoğlu 17’ Juran 64’ | Marcatori | 24’, 35’ Basler 56’ Zickler |

| Arbitro: | Heynemann |

|                                    |           |                                              |
| Jancker 13’ Hamann 60’ Kuffour 84’ | Marcatori | 15’ (aut.) Tarnat 62’ Berthold 68’ Akpoborie |

| Arbitro: | Dardenne |

|             |           |            |
| Schroth 40’ | Marcatori | 78’ Tarnat |

| Arbitro: | Keßler |

|                        |           |  |
| Jancker 33’ Basler 70’ | Marcatori |  |

| Arbitro: | Krug |

|                      |           |                       |
| Heldt 9’ Winkler 52’ | Marcatori | 35’ Hamann 54’ Basler |

| Arbitro: | Kemmling |

|           |           |  |
| Élber 24’ | Marcatori |  |

| Arbitro: | Heynemann |

|                                   |           |                      |
| Heintze 45’ Kirsten 69’, 90’, 90’ | Marcatori | 6’ Élber 24’ Jancker |

| Arbitro: | Koop |

|                                      |           |  |
| Helmer 10’ Rizzitelli 37’ Scholl 72’ | Marcatori |  |

| Arbitro: | Strampe |

|  |           |                       |
|  | Marcatori | 36’ Jancker 40’ Élber |

#### Girone di ritorno
| Arbitro: | Fröhlich |

|                               |           |  |
| Hamann 44’ (aut.) Hristov 85’ | Marcatori |  |

| Arbitro: | Fandel |

|                                |           |                              |
| Jancker 20’, 50’ Nerlinger 52’ | Marcatori | 63’ Effenberg 87’ Pettersson |

| Arbitro: | Aust |

|                        |           |                                   |
| Reyna 45’ Dammeier 47’ | Marcatori | 5’ Scholl 26’ Jancker 79’ Kuffour |

| Arbitro: | Weber |

|                           |           |  |
| Élber 1’, 41’ Jancker 56’ | Marcatori |  |

| Arbitro: | Keßler |

|                        |           |  |
| Zickler 16’ Tarnat 18’ | Marcatori |  |

| Arbitro: | Berg |

|                      |           |                   |
| Preetz 18’ Čović 70’ | Marcatori | 84’ (aut.) Preetz |

| Arbitro: | Strampe |

|  |           |                            |
|  | Marcatori | 49’ (rig.) Münch 63’ Azizi |

| Arbitro: | Aust |

|           |           |  |
| Linke 19’ | Marcatori |  |

| Monaco di Baviera 14 marzo 1998, ore 15:30 CET 26ª giornata | Bayern Monaco | 0 – 0 referto | Bochum | Stadio Olimpico (49 000 spett.)\| Arbitro: \| Koop \| |
| Arbitro:                                                    | Koop          |               |        |                                                       |

| Arbitro: | Berg |

|  |           |                                 |
|  | Marcatori | 21’ Fink 40’ Scholl 78’ Zickler |

| Arbitro: | Wagner |

|           |           |           |
| Élber 75’ | Marcatori | 45’ Régis |

| Arbitro: | Dardenne |

|  |           |                                   |
|  | Marcatori | 9’ (rig.), 61’ Scholl 81’ Jancker |

| Arbitro: | Heynemann |

|                                     |           |             |
| Scholl 39’ Jancker 43’ Matthäus 47’ | Marcatori | 73’ Ouakili |

| Arbitro: | Zerr |

|                                                      |           |                                                  |
| Maas 2’ Sternkopf 40’ Stratos 74’ Kuffour 82’ (aut.) | Marcatori | 27’ Tarnat 34’ Babbel 45’ Nerlinger 89’ Matthäus |

| Arbitro: | Steinborn |

|                           |           |          |
| Tarnat 16’ Rizzitelli 49’ | Marcatori | 83’ Rink |

| Duisburg 2 maggio 1998, ore 15:30 CEST 33ª giornata | Duisburg  | 0 – 0 referto | Bayern Monaco | Wedaustadion (30 128 spett.)\| Arbitro: \| Heynemann \| |
| Arbitro:                                            | Heynemann |               |               |                                                         |

| Arbitro: | Keßler |

|                                        |           |  |
| Scholl 47’ Matthäus 48’ Élber 83’, 90’ | Marcatori |  |

### Coppa di Germania
| Arbitro: | Wezel |

|           |           | |
| Haase 16’ | Marcatori | 12’, 18’, 22’ Élber 13’ Scholl 32’, 36’, 43’, 45’, 47’ Jancker 37’ Basler 39’, 50’ Hamann 55’ Fink 57’ Strunz 60’ Helmer 74’ Rizzitelli |

| Arbitro: | Krug |

|                                          |                      |                                         |
| Reyna 7’ (rig.) Kovačević 44’ Präger 88’ | Marcatori            | 45’ Élber 77’ Zickler 85’ Tarnat        |
| Dammeier Spies Reyna Präger Tyszkiewicz  | Tiri di rigore 3 – 4 | Strunz Scholl Nerlinger Lizarazu Tarnat |

| Arbitro: | Jansen |

|            |           |                          |
| Sforza 25’ | Marcatori | 3’ Nerlinger 75’ Jancker |

| Arbitro: | Steinborn |

|                         |           |  |
| Nerlinger 42’ Élber 74’ | Marcatori |  |

| Arbitro: | Fandel |

|                                  |           |  |
| Hamann 14’ Scholl 21’ Tarnat 25’ | Marcatori |  |

| Arbitro: | Strampe |

|                       |           |           |
| Babbel 70’ Basler 89’ | Marcatori | 20’ Salou |

### Coppa di Lega
| Arbitro: | Wagner |

|                      |           |  |
| Élber 29’ Babbel 75’ | Marcatori |  |

| Arbitro: | Jansen |

|                      |           |  |
| Basler 57’ Élber 71’ | Marcatori |  |

### Champions League

#### Fase a gironi
| Arbitro: | Nielsen |

|                      |           |  |
| Helmer 3’ Basler 70’ | Marcatori |  |

| Arbitro: | van der Ende |

|           |           |                                 |
| Lučić 85’ | Marcatori | 2’ Jancker 35’ Hamann 90’ Élber |

| Arbitro: | Vega |

|                                           |           |            |
| Élber 4’, 73’ Jancker 20’, 47’ Helmer 50’ | Marcatori | 48’ Simone |

| Arbitro: | Ceccarini |

|                                      |           |            |
| Gava 18’ Tarnat 72’ (aut.) Leroy 75’ | Marcatori | 29’ Babbel |

| Arbitro: | Meier |

|  |           |                       |
|  | Marcatori | 5’ Jancker 31’ Helmer |

| Arbitro: | Braschi |

|  |           |                   |
|  | Marcatori | 51’ (aut.) Babbel |

#### Fase a eliminazione diretta
| Monaco di Baviera 4 marzo 1998, ore CET Quarti di finale | Bayern Monaco | 0 – 0 referto | Borussia Dortmund | Stadio Olimpico (60 000 spett.)\| Arbitro: \| Collina \| |
| Arbitro:                                                 | Collina       |               |                   |                                                          |

| Arbitro: | Vagner |

|                |           |  |
| Chapuisat 109’ | Marcatori |  |

## Statistiche

### Statistiche di squadra
| Competizione      | Punti | In casa | In casa | In casa | In casa | In casa | In casa | In trasferta | In trasferta | In trasferta | In trasferta | In trasferta | In trasferta | Totale | Totale | Totale | Totale | Totale | Totale | DR  |
| Competizione      | Punti | G       | V       | N       | P       | Gf      | Gs      | G            | V            | N            | P            | Gf           | Gs           | G      | V      | N      | P      | Gf     | Gs     | DR  |
| ----------------- | ----- | ------- | ------- | ------- | ------- | ------- | ------- | ------------ | ------------ | ------------ | ------------ | ------------ | ------------ | ------ | ------ | ------ | ------ | ------ | ------ | --- |
| Bundesliga        | 66    | 17      | 11      | 4       | 2       | 36      | 14      | 17           | 8            | 5            | 4            | 33           | 23           | 34     | 19     | 9      | 6      | 69     | 37     | +32 |
| Coppa di Germania | -     | 3       | 3       | 0       | 0       | 7       | 1       | 3            | 2            | 1            | 0            | 21           | 5            | 6      | 5      | 1      | 0      | 28     | 6      | +22 |
| Coppa di Lega     | -     | 2       | 2       | 0       | 0       | 4       | 0       | 0            | 0            | 0            | 0            | 0            | 0            | 2      | 2      | 0      | 0      | 4      | 0      | +4  |
| Champions League  | -     | 4       | 2       | 1       | 1       | 7       | 2       | 4            | 2            | 0            | 2            | 6            | 5            | 8      | 4      | 1      | 3      | 13     | 7      | +6  |
| Totale            | 66    | 26      | 18      | 5       | 3       | 54      | 17      | 24           | 12           | 6            | 6            | 60           | 33           | 50     | 30     | 11     | 9      | 114    | 50     | +64 |

### Andamento in campionato
| Giornata  | 1  | 2  | 3 | 4 | 5 | 6 | 7 | 8 | 9 | 10 | 11 | 12 | 13 | 14 | 15 | 16 | 17 | 18 | 19 | 20 | 21 | 22 | 23 | 24 | 25 | 26 | 27 | 28 | 29 | 30 | 31 | 32 | 33 | 34 |
| --------- | -- | -- | - | - | - | - | - | - | - | -- | -- | -- | -- | -- | -- | -- | -- | -- | -- | -- | -- | -- | -- | -- | -- | -- | -- | -- | -- | -- | -- | -- | -- | -- |
| Luogo     | C  | T  | C | T | T | C | T | C | T | C  | T  | C  | T  | C  | T  | C  | T  | T  | C  | T  | C  | C  | T  | C  | T  | C  | T  | C  | T  | C  | T  | C  | T  | C  |
| Risultato | P  | N  | V | V | V | V | V | N | V | N  | N  | V  | N  | V  | P  | V  | V  | P  | V  | V  | V  | V  | P  | P  | P  | N  | V  | N  | V  | V  | N  | V  | N  | V  |
| Posizione | 15 | 15 | 4 | 3 | 2 | 2 | 2 | 2 | 2 | 2  | 2  | 2  | 2  | 2  | 2  | 2  | 2  | 2  | 2  | 2  | 2  | 2  | 2  | 2  | 2  | 2  | 2  | 2  | 2  | 2  | 2  | 2  | 2  | 2  |

Legenda:

Luogo: C = Casa; T = Trasferta. Risultato: V = Vittoria; N = Pareggio; P = Sconfitta.

### Statistiche dei giocatori
| Giocatore       | Bundesliga | Bundesliga | Bundesliga  | Bundesliga | Coppa di Germania | Coppa di Germania | Coppa di Germania | Coppa di Germania | Coppa di Lega | Coppa di Lega | Coppa di Lega | Coppa di Lega | Champions League | Champions League | Champions League | Champions League | Totale   | Totale | Totale      | Totale     |
| Giocatore       | Presenze   | Reti       | Ammonizioni | Espulsioni | Presenze          | Reti              | Ammonizioni       | Espulsioni        | Presenze      | Reti          | Ammonizioni   | Espulsioni    | Presenze         | Reti             | Ammonizioni      | Espulsioni       | Presenze | Reti   | Ammonizioni | Espulsioni |
| --------------- | ---------- | ---------- | ----------- | ---------- | ----------------- | ----------------- | ----------------- | ----------------- | ------------- | ------------- | ------------- | ------------- | ---------------- | ---------------- | ---------------- | ---------------- | -------- | ------ | ----------- | ---------- |
| M. Babbel       | 30         | 1          | 6           | 1          | 6                 | 1                 | 0                 | 0                 | 2             | 1             | 0             | 0             | 8                | 1                | 1                | 0                | 46       | 4      | 7           | 1          |
| M. Basler       | 22         | 5          | 6           | 0          | 5                 | 2                 | 0                 | 0                 | 1             | 1             | 0             | 0             | 5                | 1                | 1                | 0                | 33       | 9      | 7           | 0          |
| A. Bugera       | 1          | 0          | 0           | 0          | 0                 | 0                 | 0                 | 0                 | 0             | 0             | 0             | 0             | 0                | 0                | 0                | 0                | 1        | 0      | 0           | 0          |
| B. Dreher       | 0          | 0          | 0           | 0          | 0                 | 0                 | 0                 | 0                 | 0             | 0             | 0             | 0             | 0                | 0                | 0                | 0                | 0        | 0      | 0           | 0          |
| G. Élber        | 28         | 11         | 2           | 0          | 6                 | 5                 | 0                 | 0                 | 2             | 2             | 0             | 0             | 8                | 3                | 1                | 0                | 44       | 21     | 3           | 0          |
| T. Fink         | 33         | 1          | 3           | 0          | 6                 | 1                 | 0                 | 0                 | 2             | 0             | 1             | 0             | 8                | 0                | 0                | 0                | 49       | 2      | 4           | 0          |
| F. Gerster      | 5          | 0          | 0           | 0          | 0                 | 0                 | 0                 | 0                 | 0             | 0             | 0             | 0             | 1                | 0                | 0                | 0                | 6        | 0      | 0           | 0          |
| D. Grassow      | 0          | 0          | 0           | 0          | 1                 | 0                 | 0                 | 0                 | 0             | 0             | 0             | 0             | 0                | 0                | 0                | 0                | 1        | 0      | 0           | 0          |
| D. Hamann       | 28         | 2          | 5           | 1          | 5                 | 3                 | 1                 | 0                 | 2             | 0             | 1             | 0             | 8                | 1                | 2                | 0                | 43       | 6      | 9           | 1          |
| T. Helmer       | 28         | 1          | 3           | 0          | 5                 | 1                 | 1                 | 0                 | 2             | 0             | 1             | 0             | 7                | 3                | 1                | 0                | 42       | 5      | 6           | 0          |
| C. Jancker      | 29         | 13         | 6           | 0          | 6                 | 6                 | 1                 | 0                 | 1             | 0             | 1             | 0             | 8                | 4                | 1                | 0                | 44       | 23     | 9           | 0          |
| D. Jarolím      | 0          | 0          | 0           | 0          | 0                 | 0                 | 0                 | 0                 | 0             | 0             | 0             | 0             | 0                | 0                | 0                | 0                | 0        | 0      | 0           | 0          |
| O. Kahn         | 34         | 0          | 2           | 0          | 6                 | 0                 | 0                 | 0                 | 2             | 0             | 0             | 0             | 8                | 0                | 0                | 0                | 50       | 0      | 2           | 0          |
| S. Kuffour      | 17         | 2          | 2           | 1          | 3                 | 0                 | 0                 | 0                 | 0             | 0             | 0             | 0             | 5                | 0                | 0                | 0                | 25       | 2      | 2           | 1          |
| S. Leitl        | 0          | 0          | 0           | 0          | 0                 | 0                 | 0                 | 0                 | 0             | 0             | 0             | 0             | 0                | 0                | 0                | 0                | 0        | 0      | 0           | 0          |
| B. Lizarazu     | 19         | 0          | 3           | 0          | 3                 | 0                 | 0                 | 0                 | 2             | 0             | 0             | 0             | 2                | 0                | 0                | 0                | 26       | 0      | 3           | 0          |
| L. Matthäus     | 25         | 3          | 3           | 0          | 3                 | 0                 | 0                 | 0                 | 2             | 0             | 0             | 0             | 5                | 0                | 0                | 0                | 35       | 3      | 3           | 0          |
| M. Münch        | 0          | 0          | 0           | 0          | 0                 | 0                 | 0                 | 0                 | 0             | 0             | 0             | 0             | 0                | 0                | 0                | 0                | 0        | 0      | 0           | 0          |
| C. Nerlinger    | 33         | 4          | 9           | 0          | 5                 | 2                 | 1                 | 0                 | 2             | 0             | 1             | 0             | 7                | 0                | 0                | 0                | 47       | 6      | 11          | 0          |
| R. Rizzitelli   | 20         | 4          | 2           | 0          | 2                 | 1                 | 0                 | 0                 | 1             | 0             | 0             | 0             | 4                | 0                | 0                | 0                | 27       | 5      | 2           | 0          |
| C. Saba         | 0          | 0          | 0           | 0          | 0                 | 0                 | 0                 | 0                 | 0             | 0             | 0             | 0             | 0                | 0                | 0                | 0                | 0        | 0      | 0           | 0          |
| S. Scheuer      | 0          | 0          | 0           | 0          | 0                 | 0                 | 0                 | 0                 | 0             | 0             | 0             | 0             | 0                | 0                | 0                | 0                | 0        | 0      | 0           | 0          |
| M. Scholl       | 32         | 9          | 6           | 0          | 6                 | 2                 | 1                 | 0                 | 2             | 0             | 0             | 0             | 8                | 0                | 0                | 0                | 48       | 11     | 7           | 0          |
| T. Strunz       | 16         | 3          | 2           | 0          | 4                 | 1                 | 0                 | 0                 | 2             | 0             | 0             | 0             | 4                | 0                | 0                | 0                | 26       | 4      | 2           | 0          |
| M. Tarnat       | 32         | 5          | 6           | 0          | 5                 | 2                 | 2                 | 0                 | 2             | 0             | 0             | 0             | 8                | 0                | 1                | 0                | 47       | 7      | 9           | 0          |
| F. Wiblishauser | 0          | 0          | 0           | 0          | 0                 | 0                 | 0                 | 0                 | 0             | 0             | 0             | 0             | 0                | 0                | 0                | 0                | 0        | 0      | 0           | 0          |
| A. Zickler      | 29         | 4          | 2           | 0          | 3                 | 1                 | 0                 | 0                 | 0             | 0             | 0             | 0             | 5                | 0                | 0                | 0                | 37       | 5      | 2           | 0          |